# Рогич, Александр
Александр Рогич (серб. Александар Рогић / Aleksandar Rogić; 3 августа 1981, Ужице) — югославский футболист, сербский футбольный тренер.

## Биография
Воспитанник футбольных клубов «Слобода» (Ужице) и ОФК (Белград). На взрослом уровне играл в Сербии за белградские «Милиционар» и «Раднички» и в Боснии за «Козару». В 21-летнем возрасте закончил игровую карьеру.
Окончил факультет физической культуры и спорта Белградского университета.
С 2003 года начал работать детским тренером в белградских клубах «Милиционар» и «Рад».
В 2007—2008 годах помогал сербскому специалисту Данило Дончичу в мальтийской «Флориане». В 2008—2010 годах был ассистентом Радомира Антича в национальной сборной Сербии, а в 2011—2012 годах ассистировал Горану Стевановичу в сборной Ганы. В 2012 году помогал Владимиру Вермезовичу в белградском «Партизане». В 2013 году работал помощником Радомира Антича в китайском «Шаньдун Лунэн», а в 2015 году ассистировал ему же в «Хэбэй Чайна Форчун». В промежутке в течение нескольких месяцев 2014 года помогал Дику Адвокату в сборной Сербии.
В июле 2017 года возглавил эстонский клуб «ФКИ Таллинн», команда по итогам сезона финишировала четвёртой. После объединения клуба с «Левадией» остался тренером единого клуба и в 2018 году привёл его к победам в Кубке и Суперкубке Эстонии и к серебряным медалям чемпионата. В сентябре 2019 года покинул эстонский клуб. В октябре стало известно, что Рогич возглавил клуб польской высшей лиги «Арка».